# Monna Bell
Monna Bell (5 tháng 1 năm 1938 – 21 tháng 4 năm 2008), tên khai sinh Nora Escobar, là ca sĩ người Chile có một sự nghiệp thành công tại Tây Ban Nha, Mexico và các nước khác thuộc khu vực Mĩ Latin. Bà được cho là một trong những thi thần của Juan Gabriel. Bell sinh tại Santiago, Chile, năm 1938. Vào nửa thập niên những năm 1950, khi vừa đủ tuổi, bà đã giành được giải tại một cuộc thi tài năng được tổ chức tại Radio Mineria ở Santiago và xuất hiện thường xuyên tại các chương trình phát sóng trực tiếp của đài phát thanh. Giọng hát của bà nhận được sự chú ý của Roberto Inglez, sau đó vào năm 1956, ông ấy đã thuê bà trở thành giọng hát cho nhóm của ông và đưa bà đến một buổi biểu diễn kéo dài ba tuần tại Waldorf Astoria của New York. Họ đã có chuyến đi quá thành công đến nỗi ban nhạc và ca sĩ mới của họ phải ở lại trong một năm. Tiếp đó, họ có chuyến lưu diễn châu Âu và tại Madrid, Monna đã được tiếp đón cực kì nồng nhiệt nên bà đã quyết định đi một mình và đã tạo nên một đám khích động tại Pasapoga, câu lạc bộ đêm thời trang nhất của thành phố.
Năm 1959, bà đã trình diễn một giai điệu mới lạ có tiêu đề "Un Telegrama" tại Liên hoan First Song tổ chức ở Benidorm, một khu nghỉ dưỡng trên bờ biển tại Alicante, Tây Ban Nha. Bài hát giành chiến thắng tất cả các giải thưởng và trở thành hit lớn toàn cầu khi Monna thu âm nó cho hãng thu Hispavox. Nó là một trong số rất nhiều hit sau này khiến bà trở thành hiện tượng thu âm ở cả châu Âu và Mĩ Latin. Bà đi lưu diễn vòng quanh thế giới và quyết định định cư ở Mexico, nơi bà tham gia các bộ phim và kết hôn với nhà quay phim Alex Phillips Jr. Đó không phải là một cuộc hôn nhân lâu dài nhưng con gái Jennifer và con trai Alex III hiện là một nhạc sĩ nhạc rock đã ra đời.
Cuối những năm 1960, bà tiếp tục thu âm những album rất thành công cho hãng Musart và đã làm rất nhiều các tác phẩm truyền hình ở Mexico và ở nước ngoài. Những năm 1970, bà kí hợp đồng với Orfeon và các bản thu âm bắt đầu giản sức hút do âm nhạc tầm thường và thiếu sự ủng hộ, tuy nhiên bà vẫn tiếp tục tổ chức lưu diễn dựa vào sức mạnh của các bài hit cũ của bà. Năm 1980, sự nghiệp của bà đã qua đi và bà quyết định nghỉ hưu. Ca sĩ-nhạc sĩ Juan Gabriel cố gắng khắc phục tình hình bằng cách viết và sản xuất Monna Bell Ahora, album phăt hành năm 1993 bởi Sony và đã thất bại. Monna quay lại nghỉ hưu vào những năm 2000, chuyển đến sống gần con gái ở Tijuana, Baja California.
Người hâm mộ cuồng nhiệt vẫn đang chờ đợi một sự trở lại thành công của bà nhưng hy vọng của họ đã bị nghiền nát khi nữ ca sĩ qua đời vì ngừng tim sau khi phẫu thuật ung thư đại tràng thành công vào ngày 21 tháng 4 năm 2008. Sau cái chết của bà, nhiều hãng thu cũ đã phát hành dưới định dạng CD và là nhân chứng chính xác nhất về sự vĩ đại của Monna Bell khi là một trong những ca sĩ Latin sáng tạo nhất trong lịch sử. Pedro Almodóvar đã sử dụng một trong các bài hát của Bell, "Estaba Escrito", vào bộ phim năm 1980 của ông, Pepi, Luci, Bom and Other Girls on the Heap (Pepi, Luci, Bom Y Otras Chicas Del Monton).

## Qua đời
Monna Bell mất bởi tai biến mạch máu não vào ngày 21 tháng 4 năm 2008, ở Tijuana, Mexico, tại tuổi 70.